# Балтинава
Ба́лтинава (латыш. Baltinava) — село на востоке Латвии, административный центр Балтинавской волости.

## История
Первое упоминание около 1760 года. С 1772 года до начала 1920-х годов в составе Люцинского уезда. В 1924—1944 годах в составе Абренского уезда. В 1925 году населённый пункт получил статус посёлка. В советское время населённый пункт был центром Балтинавского сельсовета. В посёлке располагался совхоз «Балтинава». До 2009 года входил в Балвский район.
В настоящее время краевой центр. В Балтинаве расположены администрация края, средняя школа, музей, аптека, католический костёл (1931), православная церковь.